# Півень Володимир Олександрович
Півень Володимир Олександрович (1951, П'ятихатки) — генеральний директор ВАТ «Інгулецький гірничо-збагачувальний комбінат»

## Біографія
Народився Півень Володимир у 1951 році у м. П'ятихатки Дніпропетровської області.
Закінчив Криворізький гірничорудний інститут за спеціальністю «технологія і комплексна механізація відкритої розробки відкладень корисних копалин» (1973), кандидат технічних наук (2005). Живе у місті Кривий Ріг.

### Сімейний стан
Одружений, має двох синів.

### Кар'єра
З 1998 р. Півень Володимир є генеральним директором ВАТ «Інгулецький гірничо-збагачувальний комбінат».
2009 року здобув звання Найкращий ТОП-менеджер України у галузі Гірничо-збагачувальні комбінати